# Orca
A orca (Orcinus orca), também conhecida como baleia-assassina, é um cetáceo odontoceto (baleia com dentes) e o maior membro da família dos golfinhos oceânicos. É a única espécie existente do gênero Orcinus e é facilmente reconhecida pela sua coloração característica em preto e branco. Trata-se de uma espécie cosmopolita, que habita uma grande variedade de ambientes marinhos, desde regiões do Ártico e Antártico até mares tropicais.
As orcas são predadoras de topo, com uma dieta bastante diversificada. Populações específicas costumam se especializar em certos tipos de presas, incluindo peixes, tubarões, arraias e mamíferos marinhos, como focas, golfinhos e outras baleias. São animais altamente sociais, e algumas populações formam grupos familiares estáveis, baseados na linhagem materna, conhecidos como pods. Suas técnicas de caça sofisticadas e seus comportamentos vocais — frequentemente únicos para cada grupo e transmitidos de geração em geração — são considerados manifestações de cultura animal.
A União Internacional para a Conservação da Natureza (UICN) classifica o status de conservação das orcas como dados insuficientes, pois diferentes tipos de orcas podem, na verdade, representar espécies distintas. Algumas populações locais estão ameaçadas ou em perigo de extinção devido à diminuição das presas, perda de habitat, poluição (especialmente por PCBs), capturas para parques aquáticos e conflitos com a pesca. No final de 2005, as orcas residentes do sul foram incluídas na lista de espécies ameaçadas dos Estados Unidos.
As orcas raramente representam uma ameaça para os humanos, e nenhum ataque fatal foi registrado na natureza. No entanto, orcas mantidas em cativeiro já feriram ou mataram seus treinadores em parques temáticos marinhos.

## Denominação

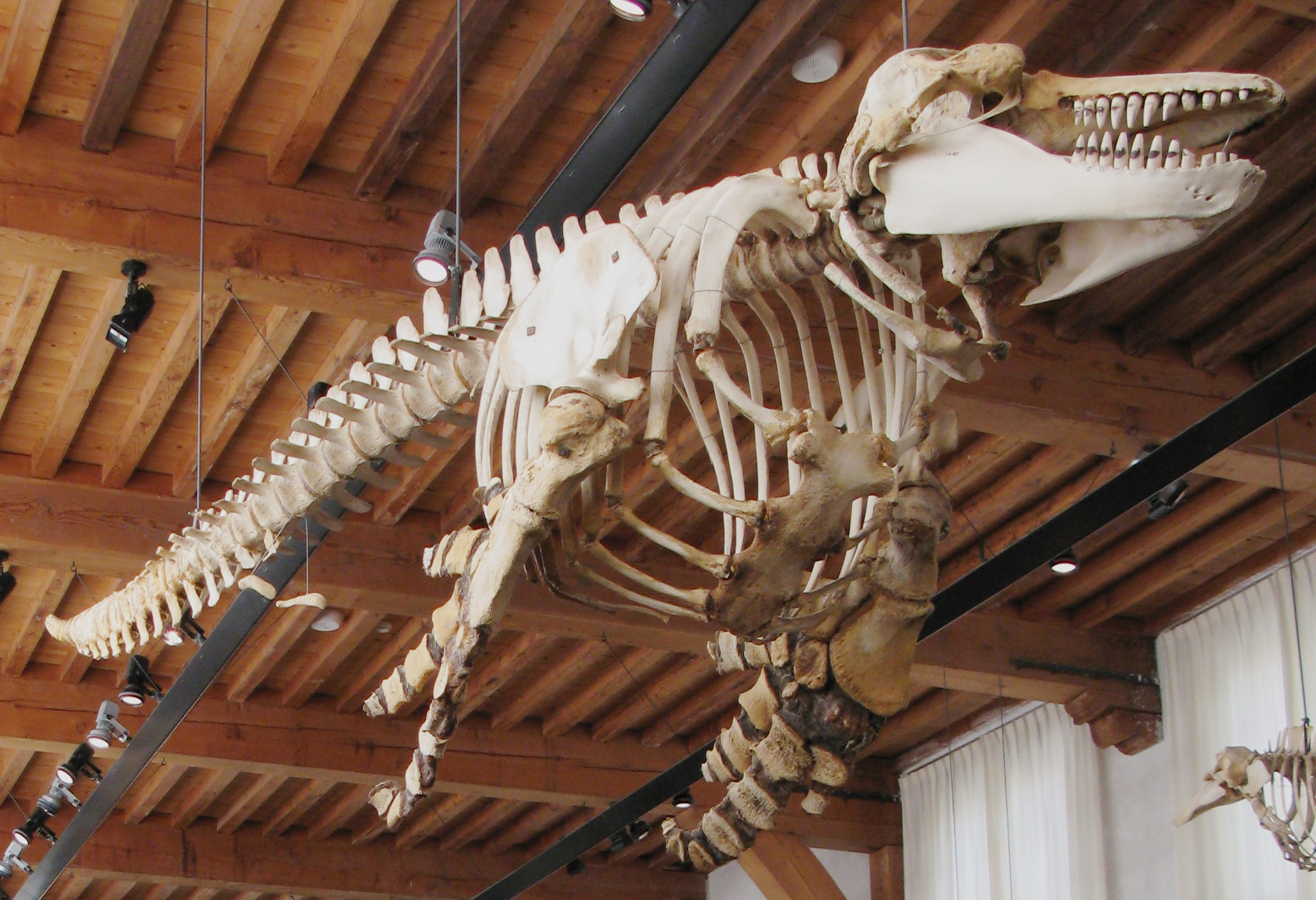
Esqueleto moderno de orca, no Museu de História Natural de Leida

O nome orca foi dado a estes animais pelos antigos romanos do nome "Orcus", que significa inferno ou deus da morte, e o nome do seu género biológico - "Orcinus" - significa "do reino da morte" (ver Orco). A partir da década de 1960, quando ganharam popularidade entre os espectadores de oceanários, o termo neutro "orca" foi mais utilizado do que "baleia assassina", o qual conota um comportamento incompatível com objetivo desses parques.

## Evolução e taxonomia
A orca é a única espécie do género Orcinus e foi originalmente descrita por Lineu em 1758 no Systema Naturae. É uma das trinta e cinco espécies da família dos golfinhos. Tal como o género Physeter, também com apenas uma espécie (o cachalote), o género Orcinus caracteriza-se por uma população abundante sem parentes imediatos do ponto de vista da cladística. Os paleontólogos acreditam que a orca pode ter tido, provavelmente, um passado evolucionário anagenético; isto é, uma evolução de ancestral para descendente sem se verificar qualquer ramificação da linha genética (formação de espécies aparentadas, coexistindo no tempo). Se assim fosse, a orca passaria a ser uma das mais antigas espécies de golfinhos, ainda que seja pouco provável que seja tão antiga quanto a própria família, cujo início é datado em cerca de cinco milhões de anos.
No entanto, há pelo menos três a cinco tipos de orcas que são suficientemente distintas para serem consideradas raças, subespécies, ou possivelmente mesmo espécies.
Nas décadas de 1970 e 80, pesquisas ao longo da costa ocidental do Canadá e Estados Unidos identificaram três tipos:
- Residentes: A mais comumente avistada das três populações nas águas costeiras do Pacífico nordeste, incluindo em Puget Sound. A dieta das orcas residentes consiste principalmente de peixe e lula e vivem em grupos familiares complexos e coesos. Os laços familiares duram a vida inteira, muitas vezes vivendo em grupos matrilineares grandes e fazendo vocalizações em dialectos muito variáveis e complexos. "A unidade básica da sociedade de orcas residentes é a mãe, todos os seus descendentes dependentes (com aproximadamente dez anos ou menos), assim como a sua descendência adulta, incluindo os filhos destes. As fêmeas podem eventualmente passar menos tempo com as suas mães, à medida que forem produzindo crias suas, mas machos residentes parecem permanecer com as suas mães as suas vidas inteiras. Deixam-nas por períodos curtos para acasalar fora do seu grupo maternal, mas voltam para as suas mães depois disso."[8] Fêmeas residentes têm caracteristicamente uma barbatana dorsal arredondada que termina num canto agudo. São conhecidas por visitar as mesmas áreas consistentemente. Nas populações residentes da Colúmbia Britânica e Washington, investigadores identificaram e nomearam mais de 300 orcas ao longo dos últimos 30 anos. Uma família de orcas nadando juntas.

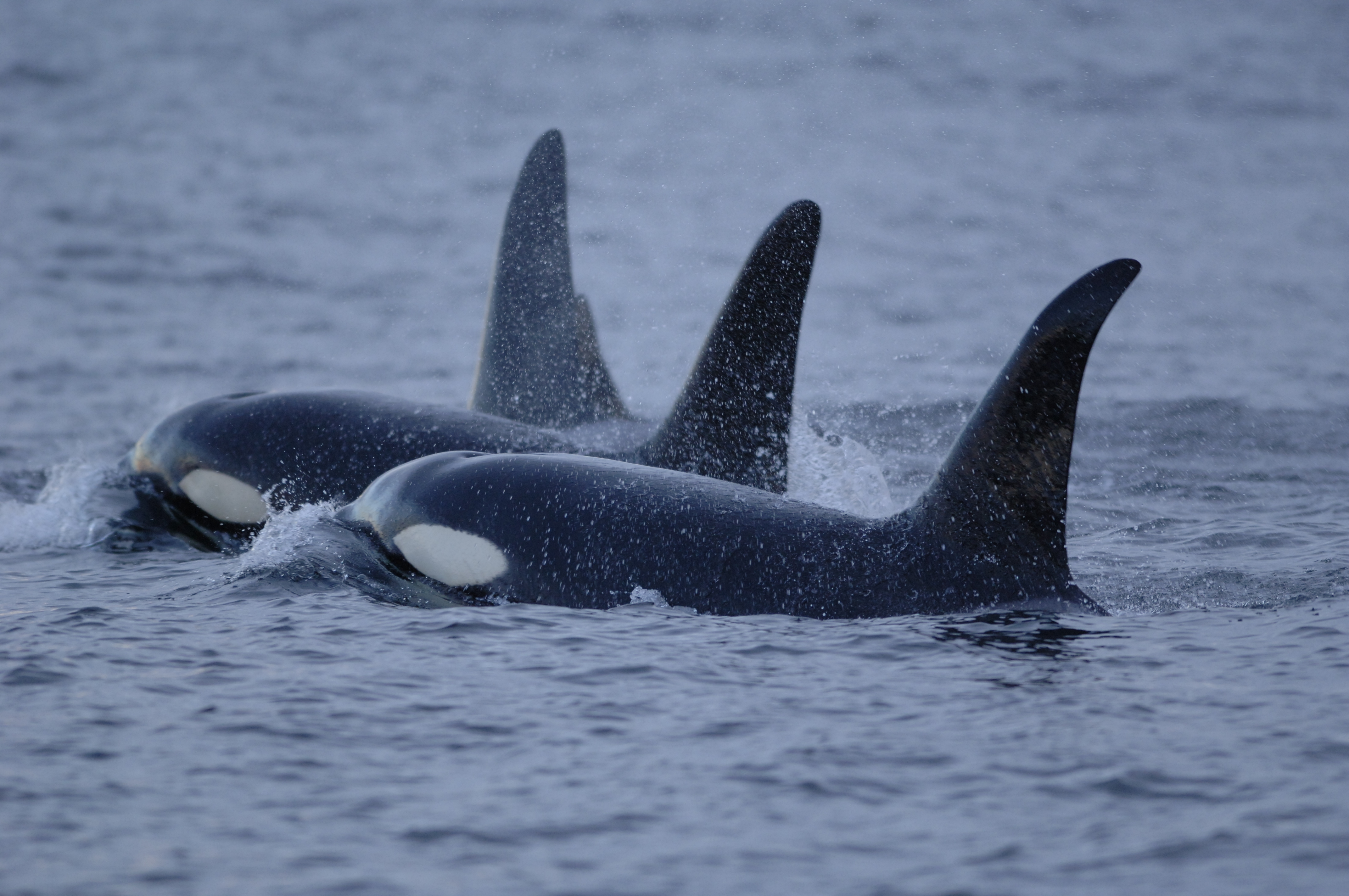
Uma família de orcas nadando juntas.

- Temporárias: A dieta destes animais consiste quase exclusivamente de mamíferos marinhos; eles não comem peixe. No sul do Alasca viajam geralmente em pequenos grupos, normalmente de dois a seis animais. Ao contrário das residentes, não permanecem sempre nas suas unidades familiares. As unidades consistem de grupos menores com laços familiares menos permanentes e com vocalizações em dialectos menos variáveis e menos complexos. As fêmeas possuem barbatanas dorsais mais triangulares e pontiagudas do que as residentes. A área cinzenta ou branca à volta da barbatana dorsal, conhecida como "sela", muitas vezes contém alguma coloração preta nas residentes. Em populações temporárias são uniformemente cinzentas. Estas populações transitam largamente ao longo da costa, tendo alguns indivíduos sido avistados no sul do Alasca e mais tarde na Califórnia. Na costa da Califórnia, as orcas se reúnem em grupos onde atacam baleias-cinzentas, visando caçar seus filhotes e predam elefantes-marinhos-do-norte

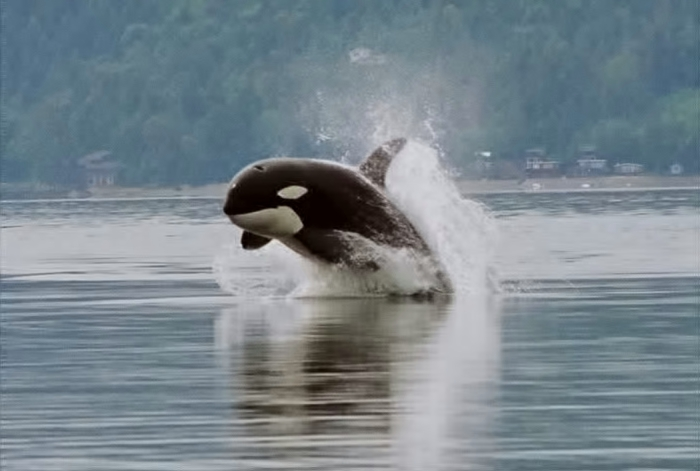
Uma orca saltando na região de Washington, na costa leste dos Estados Unidos

- Offshore (população em alto mar): Estes animais foram descobertos em 1988 pelo investigador Jim Darling, que avistou algumas orcas no mar aberto. Estas cruzam os oceanos e alimentam-se primariamente de peixes em cardumes. No entanto, a presença de barbatanas dorsais cicatrizadas e danificadas semelhantes às presentes na caçadoras das transeuntes caçadoras de mamíferos, mostra a possibilidade de que estas comam mamíferos e tubarões. Têm sido maioritariamente encontradas ao largo da costa ocidental da Ilha Vancouver e perto das Ilhas da Rainha Carlota. Foram avistadas ao viajar em grupos de 60 animais. Atualmente, sabe-se pouco sobre os hábitos desta população, mas podem ser distinguidos geneticamente de residentes e temporárias. Offshores parecem ser menores do que as residentes e as em trânsito, e as fêmeas são caracterizadas pela ponta da barbatana dorsal que é arredondada.

Parece haver uma correlação entre a dieta de uma população e o seu comportamento social. Orcas piscívoras no Alasca e na Noruega foram também observadas tendo estruturas sociais semelhantes às residentes. Orcas que se alimentam de mamíferos na Argentina e Ilhas Crozet foram observadas tendo comportamento mais parecido com as temporárias. Temporárias e residentes vivem nas mesmas áreas, mas tendem a evitar-se mutuamente. O nome temporária originou na crença que estes animais tinham sido expulsos das populações residentes maiores. Julga-se que a divergência evolutiva entre estes dois grupos começou há dois milhões de anos. Pesquisa genética recente descobriu que os tipos não se cruzam há até 10 000 anos. Quatro tipos de Orcas foram recentemente descritas no  mar Antárctico.

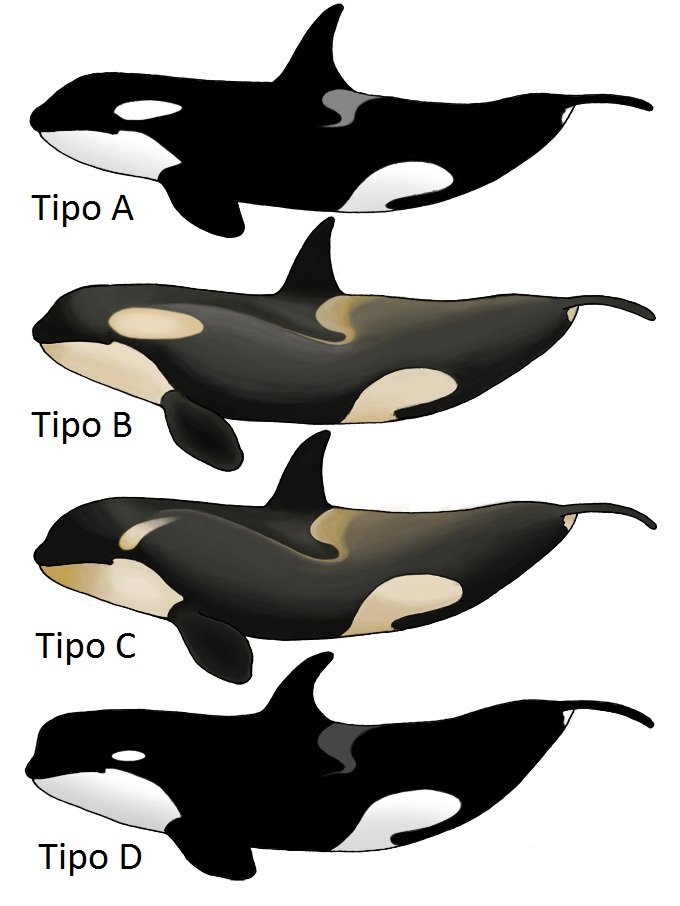
Tipos de orcas da Antártida

- O Tipo A é uma orca "típica", que vive em águas abertas e caça principalmente a baleia-minke-antártica. Ao longo da costa da Argentina, as orcas caçam individualmente com uma técnica de encalhe intencional: elas se aproximam da praia e se lançam sobre a areia para abocanhar leões-marinhos. Um fenômeno específico e incrível é que essas orcas se dirigem até a praia onde atacam  filhotes de leões e lobos-marinhos que estão aprendendo a nadar.

Curiosamente, esse fenômeno acontece de uma maneira bastante peculiar, pois as orcas literalmente “surfam” até a praia para capturar suas presas, no que é conhecido como “encalhe intencional”. No entanto tal feito é muito perigoso para uma orca jovem e despreparada pois ela pode encalhar na areia e morrer na praia. Por isso as mães orcas ensinam os filhotes sucessivas vezes até que aprendam essa estratégia de caça arriscada.
- O Tipo B é menor que o Tipo A e habitam os mares da Antártida. Tem uma mancha ocular grande e uma mancha cinzenta nas costas, chamada de "capa dorsal". Alimenta-se principalmente de focas que ficam sobre blocos de gelo. Uma das técnicas mais utilizadas por essas orcas é criar ondas para desestabilizar as presas nos blocos de gelo, derrubando-as na água para depois arrastá-las com as caudas e afogá-las. Às vezes,com sorte, as focas conseguem escapar dos dentes afiados desse gigante dos mares.Orca do tipo B caçando uma foca

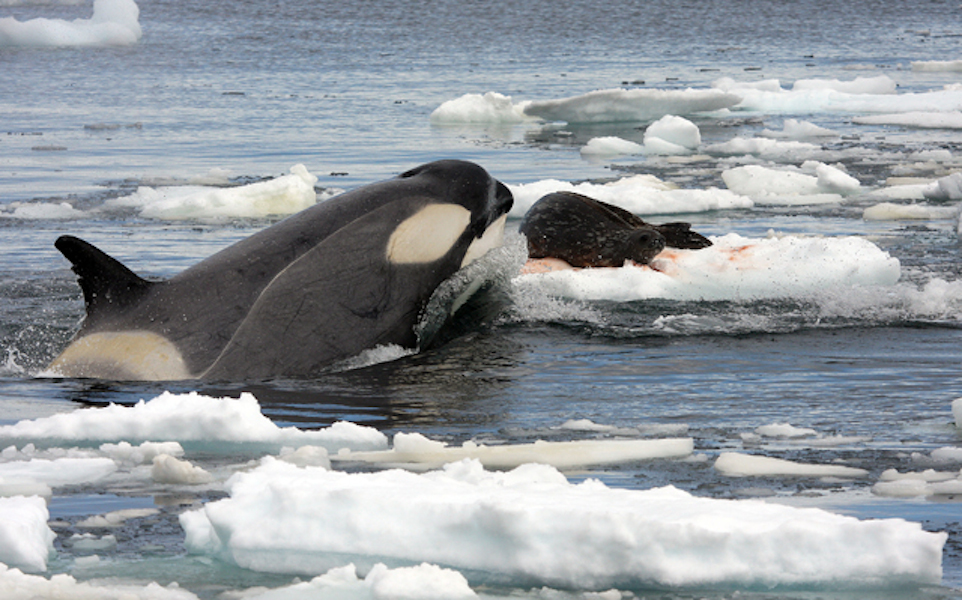
Orca do tipo B caçando uma foca

- O Tipo C é o tipo menor de todos e vive em grupos maiores do que qualquer outro tipo de orca. A sua mancha ocular está distinctamente inclinada para a frente, ao invés de paralela ao eixo do corpo. Tal como o tipo B, tem uma capa dorsal. A sua única presa observada até ao momento é o bacalhau-da-Antártida (Dissostichus mawsoni). Orcas do tipo B e C vivem perto da calota polar antárctica, e a presença de diatomáceas nestas águas pode ser responsável pela cor amarelada nos dois tipos. Está a ser feita uma investigação no sentido de descobrir se as orcas do tipo B e C são espécies diferentes.

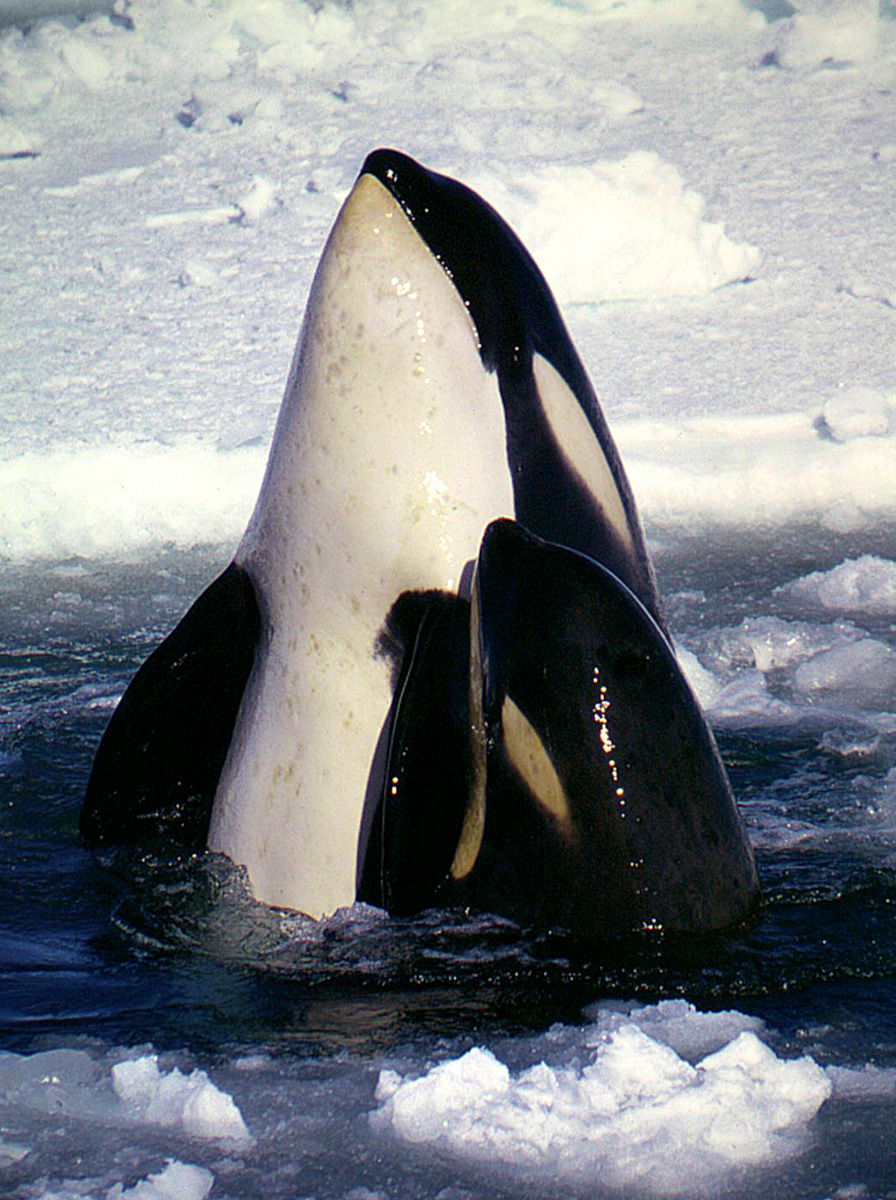
Orcas do tipo C no Mar de Ross. A mancha ocular é inclinada para a frente.

- O Tipo D foi identificado com base em fotografias de um encalhe de orcas  em massa em 1955, na Nova Zelândia e de seis aparições de indivíduos no mar desde 2004. É imediatamente reconhecível pela sua  mancha branca ocular extremamente pequena, uma curta barbatana dorsal e a cabeça bulbosa (semelhante ao de uma baleia-piloto). Sua distribuição geográfica parece ser circumglobal em águas sub-antárticas entre as latitudes 40 ° S e 60 ° S. E. Embora nada se saiba sobre a dieta do tipo D, suspeita-se que incluam peixes, porque grupos foram fotografados em torno de palanqueiros onde alegadamente pescam a merluza-negra (Dissostichus eleginoides)

## Características físicas

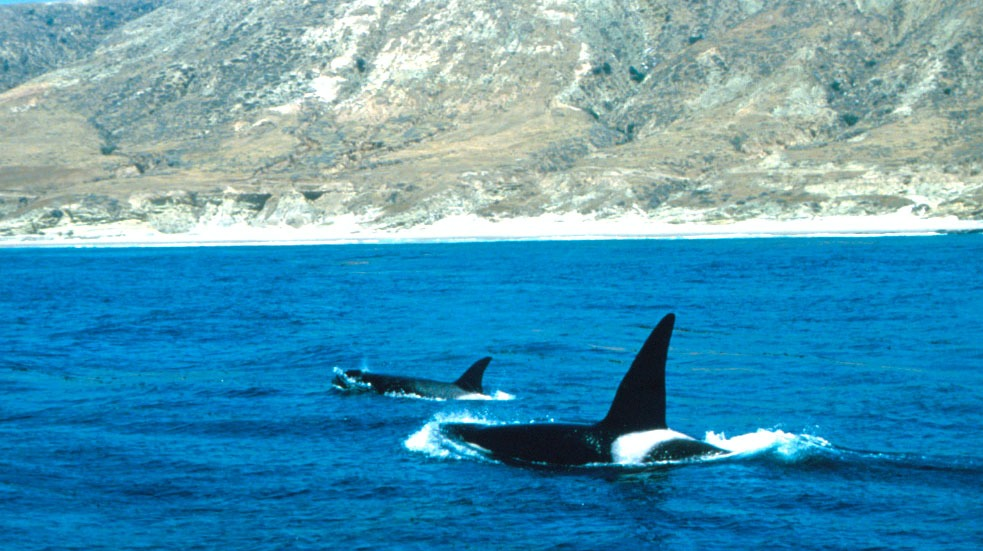
A barbatana dorsal, maior nos machos, além do porte, ajuda a distinguir os géneros

Estes animais caracterizam-se por terem o dorso negro e a zona ventral branca. Têm ainda manchas brancas na parte lateral posterior do corpo, bem como acima e detrás dos olhos. Com um corpo pesado e entroncado, têm a maior barbatana dorsal do Reino animal, que pode medir até 1,8 metros de altura (maior e mais erecta nos machos que nas fêmeas). Os machos podem medir de 9,8 até 10 metros de comprimento e pesar até 9.000 - 10.000 kg (9 - 10 toneladas); as fêmeas são menores, chegando aos 8,5 metros e 6.500 - 7.500 kg (entre 6 e 8 toneladas), respectivamente. As crias nascem com cerca de 180 kg e medem cerca de 2,4 metros de comprimento.
As orcas macho de maiores dimensões têm um aspecto distinto que não dá margem para confusões ao serem identificados. Contudo, vistas à distância em águas temperadas, as fêmeas e as crias podem confundir-se com outras espécies, como a falsa-orca ou o golfinho-de-risso.
A maior parte dos dados sobre a vida das orcas foi obtida em pesquisas de longa duração com populações da costa da Columbia Britânica e de Washington, bem como pela observação de animais em cativeiro. A informação disponível sobre esta espécie é avultada e está devidamente sistematizada pelos naturalistas, o que se deve também à natureza altamente estruturada dos grupos sociais destes animais. Contudo, grupos transitórios ou residentes noutras áreas geográficas podem ter características ligeiramente diferentes. As fêmeas atingem a maturidade sexual aos 15 anos de idade. A partir dessa altura, têm períodos de ciclo poliestral (cio regular e contínuo) com períodos sem o ciclo estral que podem durar de três a dezesseis meses. As fêmeas podem dar à luz uma só cria, uma vez cada cinco anos.
Nos grupos sociais analisados, os nascimentos podem ocorrer em qualquer época do ano, havendo uma certa preferência pelo inverno. A mortalidade dos recém-nascidos é elevada - os resultados de uma investigação sugerem que cerca de metade das crias morrem antes de atingir os seis meses. Os filhotes são amamentados até aos dois anos de idade, mas com doze meses já se alimentam de comida sólida. As fêmeas são férteis até aos 40 anos, o que, em média, significa que podem ter até cinco crias. A esperança de vida das fêmeas é, geralmente, de cinquenta anos, ainda que em casos excepcionais possam viver até aos noventa anos. Os machos tornam-se sexualmente activos com 15 anos de idade e chegam a viver até aos 30 anos (ou até aos 50, em casos excepcionais).

## Distribuição geográfica

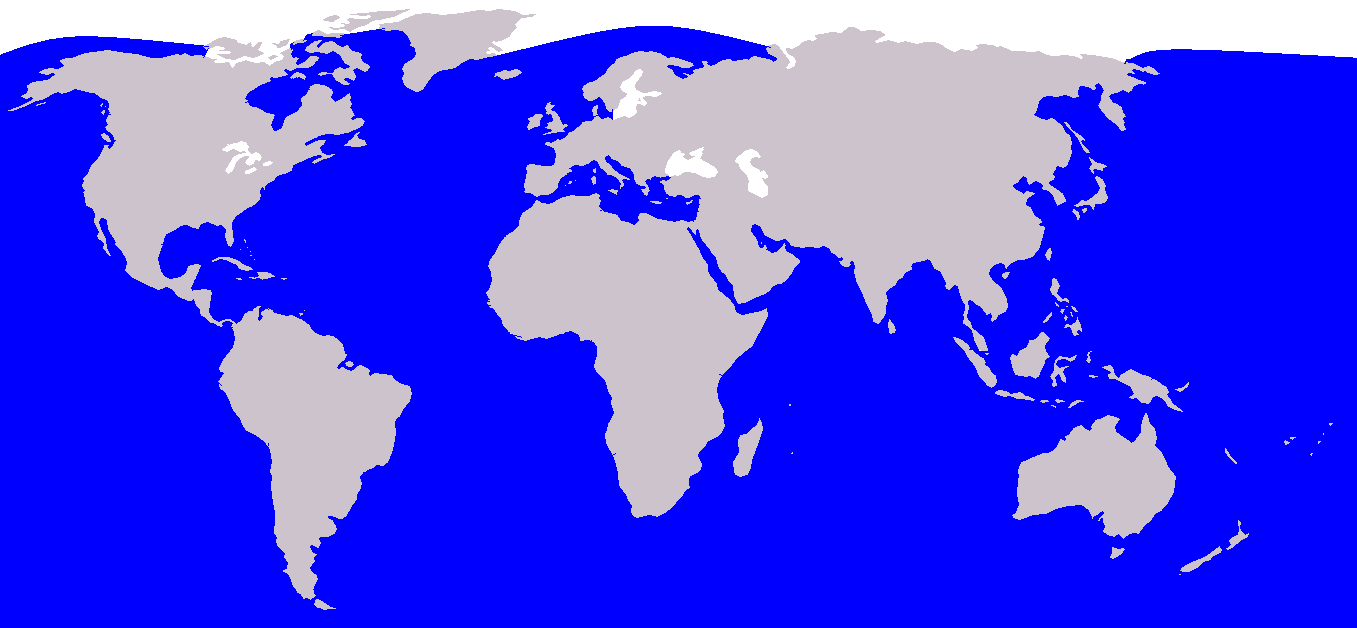
Distribuição geográfica da espécie (a azul).

A orca é o segundo mamífero com maior área de distribuição geográfica no planeta, logo a seguir ao ser humano. Encontram-se em todos os oceanos e na maior parte dos mares, incluindo (o que é raro, para os cetáceos) o mar Mediterrâneo e o mar da Arábia. As águas mais frias das regiões temperadas e das regiões polares são, contudo, preferidas. Ainda que se encontrem por vezes em águas profundas, as áreas costeiras são geralmente preferidas aos ambientes pelágicos.
Existem populações de orcas particularmente concentradas na zona nordeste da Bacia do Pacífico, onde o Canadá faz curva com o Alasca, ao longo da costa da Islândia e na costa setentrional da Noruega. São frequentemente avistadas nas águas antárcticas, acima do limite das calotas polares. De facto, crê-se que se aventuram abaixo da calota de gelo, sobrevivendo apenas com o ar presente em bolsas de ar situadas abaixo do gelo, tal como faz a beluga. No Ártico, contudo, a espécie é raramente avistada no inverno, não se aproximando da calota polar, visitando estas águas apenas no verão.
As estimativas populacionais mundiais são incertas, mas o consenso recente sugere um mínimo de 50 000 indivíduos na natureza (em 2006). As estimativas locais incluem cerca de 25 000 na Antártida, 8 500 no Pacífico tropical, 2 250 a 2 700 no Pacífico nordeste, mais frio, e 500 a 1 500 na Noruega. A Agência de Pesca do Japão estimou, na década de 2000, que havia 2 321 orcas nos mares ao redor da costa japonesa.

## Interação social

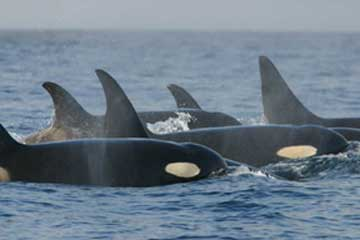
Um bando de orcas.

As orcas têm um sistema social de agrupamento bastante complexo: a unidade básica é a linha matriarcal que consiste numa única fêmea, mais velha, e os seus descendentes. Os filhos e filhas da matriarca fazem parte desta linha, tal como os filhos e filhas destas últimas filhas - contudo, os filhos e filhas de qualquer um dos filhos passarão a viver com a linha matriarcal das suas companheiras de acasalamento - e assim sucessivamente, ao longo da árvore genealógica destes animais.
Como as fêmeas podem viver até cerca de noventa anos, não é raro encontrar quatro ou mesmo cinco gerações de orcas a viver na mesma linha. Estes grupos matrilineares são muito estáveis e mantêm-se durante anos. Os seus elementos apenas os abandonam, nunca mais de algumas horas, com o fim de procurar alimento ou acasalar. Não há registro de nenhuma expulsão de um indivíduo destes grupos. O tamanho médio de uma linha matriarcal é de cerca de nove animais, segundo as estatísticas efectuadas junto às orcas do Pacífico nordeste.
As linhas matriarcais têm alguma tendência a juntarem-se a outras, de forma a constituírem grupos que têm, em média, cerca de 18 indivíduos. Os membros de um grupo partilham do mesmo dialecto (os sons distintivos da espécie), havendo indícios de que são todos aparentados pelo lado materno. Ao contrário das linhas matriarcais, os grupos podem separar-se nas linhas que os constituem por vários dias ou semanas, em busca de comida, até voltarem a juntar-se. O maior grupo registrado tinha 49 membros.
O próximo nível de organização dos grupos de orcas é o "clã", que consiste na reunião dos vários grupos com dialectos semelhantes. Novamente, verifica-se que as relações entre os vários grupos têm um fundamento genealógico, por linha materna. Vários clãs podem partilhar a mesma área geográfica. Há registro de grupos de clãs diferentes viajando em conjunto. Quando grupos residentes se juntam para viajarem como um clã, há um ritual de reconhecimento, com saudações que consistem em colocarem-se em linhas paralelas semelhantes, antes de se misturarem por completo.
O último nível de associação é a comunidade que pode ser definida, vagamente, como o conjunto de clãs que se unem regularmente. As comunidades não partilham, contudo, quaisquer padrões familiares vocais discerníveis.
No nordeste do Pacífico conseguiu-se identificar três comunidades:
- A comunidade meridional (1 clã, 3 grupos e 83 orcas em 2000)
- A comunidade setentrional (3 clãs, 16 grupos e 214 orcas em 2000)
- A comunidade do Sul do Alasca (2 clãs, 11 grupos e 211 orcas em 2000)

Deve-se enfatizar que estas hierarquias são apenas válidas para grupos sedentários ou residentes. Grupos nômadas, caçadores de mamíferos, são, na generalidade, menores porque, ainda que se baseiem em linhas matriarcais, nota-se uma maior tendência dos machos para levarem uma vida isolada. Contudo, grupos nómadas mantém uma vaga coesão definida pelos seus dialectos.
O comportamento quotidiano das orcas é, geralmente, dividido em quatro actividades básicas: busca de alimento, viagem, descanso e socialização. Esta última costuma ser acompanhada de comportamentos entusiásticos, exibindo vários tipos de saltos e arremessos do corpo, espreitadelas sobre a água, além de baterem com as barbatanas na água e erguerem a cabeça. Grupos constituídos apenas por machos interagem, frequentemente, com os pénis erectos. Não se sabe se este género de interacção é um comportamento apenas lúdico ou se comporta manifestações de afirmação de papéis de dominação.

## Alimentação

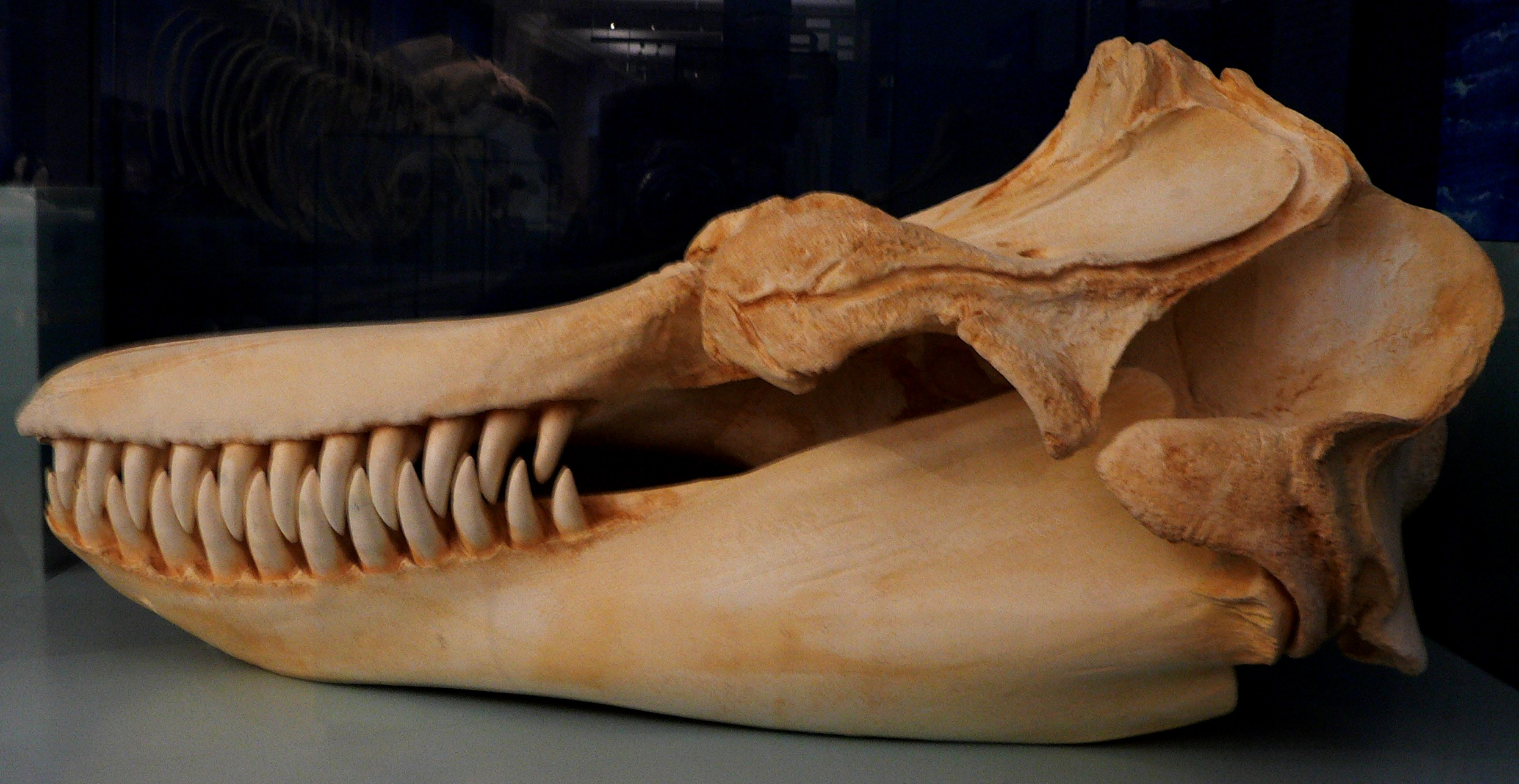
Crânio de uma orca onde se pode observar a sua dentição, adaptada a um regime alimentar essencialmente carnívoro.

As orcas são predadores de topo, o que significa que elas próprias não têm predadores naturais. Às vezes são chamadas de "lobos do mar", porque caçam em grupos como matilhas de lobos. As orcas caçam presas variadas, incluindo peixes, cefalópodes, mamíferos, aves marinhas e tartarugas marinhas. Diferentes populações ou ecótipos podem se especializar, e alguns podem ter um impacto dramático sobre as espécies de presas. No entanto, baleias em áreas tropicais parecem ter dietas mais generalizadas devido à menor produtividade alimentar. As orcas passam a maior parte do tempo em águas rasas, mas ocasionalmente mergulham várias centenas de metros, dependendo da presa. Em média, uma orca consome 227 quilos por dia.
As orcas utilizam na sua alimentação uma grande diversidade de presas diferentes. Populações específicas têm tendência a especializar-se em presas específicas, mesmo com o prejuízo de ignorarem outras presas em potencial. Por exemplo, algumas populações do mar da Noruega e da Groenlândia são especializadas no arenque, seguindo as rotas migratórias deste peixe até à costa norueguesa, em cada outono. Outras populações preferem caçar focas.
A orca sendo da família dos golfinhos é o único cetáceo que caça regularmente outros cetáceos. Há registos de vinte e duas espécies de cetáceos caçadas por orcas, seja pelo exame do conteúdo do estômago, seja pela observação das cicatrizes no corpo de outros cetáceos ou, simplesmente, pela observação do seu comportamento alimentar. Grupos de orcas chegaram mesmo a atacar baleias comuns, baleias-de-minke, baleias-cinzentas ou, mesmo, jovens baleias-azuis. Neste último caso, os grupos de orcas perseguem a cria de baleia azul, em conjunto com a sua mãe, até ao esgotamento de ambas. Por vezes conseguem separar o par. De seguida, rodeiam a jovem baleia, impedindo-a de subir à superfície onde esta precisa de tomar ar para respirar. Assim que a cria morre afogada, as orcas podem alimentar-se sem problemas.

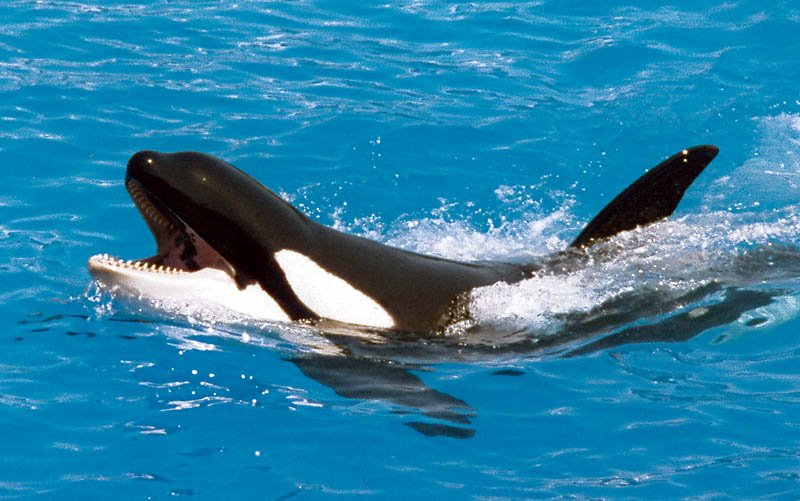
Shamu, uma orca de cativeiro exibindo seus dentes.

Há também um caso registado de provável canibalismo. Um estudo levado a cabo por V. I. Shevchenko nas áreas temperadas do Sul do Pacífico em 1975 registou a existência de restos de outras orcas no estômago de dois machos. Das 30 orcas capturadas e examinadas nesta pesquisa, 11 tinham o estômago completamente vazio. Uma percentagem invulgarmente alta que indicia que o canibalismo foi forçado, devido à falta extrema de alimento.
Mais frequentemente, contudo, as orcas predam cerca de 30 espécies diferentes de peixes, nomeadamente o salmão (incluindo salmão-real e salmão-prateado), arenques e atum. O tubarão-frade, o tubarão-galha-branca-oceânico e, com apenas um caso documentado, um jovem tubarão-branco, são também caçados pelos seus fígados altamente nutritivos, acreditando-se também que são caçados no sentido de eliminar ao máximo a competição. Outros mamíferos marinhos, incluindo várias espécies de focas e leões marinhos são também procurados pelas populações que vivem nas regiões polares. Morsas ou lontras marinhas são também caçadas, mas menos frequentemente. A sua dieta inclui ainda sete espécies de aves, incluindo todas as espécies de pinguins ou aves marinhas, como os corvos-marinhos. Alimentam-se também de cefalópodes, como o polvo ou lulas.
As orcas são muito inventivas, e de uma crueldade brincalhona impressionante nas suas matanças. Por vezes, atiram focas umas contra as outras, pelo ar, de modo a atordoá-las e matá-las. Enquanto que os salmões são, geralmente, caçados por uma orca isolada ou por pequenos grupos, os arenque são muitas vezes apanhados pela técnica da captura em carrossel: as orcas forçam os arenques a concentrarem-se numa bola apertada, cercando-os e assustando-os soltando bolhas de ar ou encandeando-os com o seu ventre branco. As orcas batem, então, com os lobos da cauda sobre o grupo arrebanhado, atordoando ou matando cerca de 10 a 15 arenques com cada pancada. A captura em carrossel só foi documentada na população masculina de orcas de Tysfjord (Noruega) e no caso de algumas espécies oceânicas de golfinhos.
Os leões marinhos são mortos por golpes de cabeça ou pancadas com os lobos da cauda. Esse tipo de ataque deve-se, principalmente, ao fato de a mordedura das orcas não possuir característica de impacto suficiente para provocar a morte da presa sem causar ferimentos e/ou danos ao animal. Apesar da presença de dentes, estes não são suficientemente grandes para causar a morte da presa.
Outras técnicas mais especializadas são utilizadas por várias populações no mundo. Na Patagónia, as orcas alimentam-se de leões marinhos do sul e crias de elefantes marinhos, forçando as presas a dar à costa, mesmo correndo o risco de elas mesmas ficarem, temporariamente, em terra. As orcas observam o que se passa à superfície, através de um comportamento designado de spyhopping, que lhes permite localizar focas a descansar sobre massas de gelo flutuante. A técnica consiste em criar uma onda que obrigue o animal a cair à água, onde outra orca o espera, para o matar.
Em média, uma orca come cerca de 220 kg de comida por dia. Com uma tal variedade de presas e sem outros predadores que não o homem, é um animal bem no topo na cadeia alimentar.

## Sons

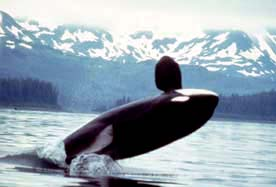
As orcas, como esta, observada no Alasca, conseguem arremessar totalmente o seu corpo para fora da água.

Tal como os outros golfinhos, as orcas são animais com um comportamento vocal complexo. Produzem uma grande variedade de estalidos e assobios usados em comunicação e ecolocalização. Os tipos de vocalização variam com o tipo de atividade. Naturalmente que, enquanto descansam, emitem menos sons, ainda que façam ocasionalmente um chamamento bem distinto daqueles que usam num comportamento mais ativo.
Os grupos sedentários têm uma maior tendência para a vocalização que os grupos nômades. Os cientistas indicam duas razões principais para este fato. Em primeiro lugar, as orcas residentes mantêm-se no mesmo grupo social por muito mais tempo, desenvolvendo, assim, relações sociais mais complexas - o que implica também um maior desenvolvimento local e uma maior partilha de sons próprios do grupo. Os grupos nômades, como ficam juntos por períodos mais passageiros (algumas horas ou dias), comunicam também menos. Em segundo lugar, as orcas nômades têm maior tendência para se alimentarem de mamíferos, ao contrário das orcas residentes, que preferem peixes. As orcas predadoras de mamíferos necessitam, naturalmente, de passar despercebidas pelos animais que pretendem apanhar de surpresa. Usam por isso, apenas estalidos isolados (o chamado "estalido críptico") para ecolocalização, em vez da longa série de estalidos observada noutras espécies.
Os grupos residentes apresentam dialetos regionais. Cada grupo tem as seus próprias "dialetos" ou conjuntos de assobios e estalidos que são constantemente repetidos. Cada membro do grupo parece conhecer todo o repertório do grupo, de forma que não é possível identificar especificamente um animal apenas pela sua voz - é apenas possível identificar o grupo dialetal. Um dialeto pode ser específico de um grupo ou partilhado por vários. O grau de semelhança nas vocalizações de dois grupos distintos parece estar mais relacionada com a proximidade genealógica dos dois grupos que com a proximidade geográfica. Dois grupos que partilhem um conjunto de ancestrais comuns mas que vivam em locais distantes continuarão a ter um repertório de canções muito semelhante. Isto sugere que os dialetos passem de mãe para filho durante o período de amamentação.
Orcas são capazes de aprender dialetos de outros grupos e imitar sons humanos.

## As orcas na história

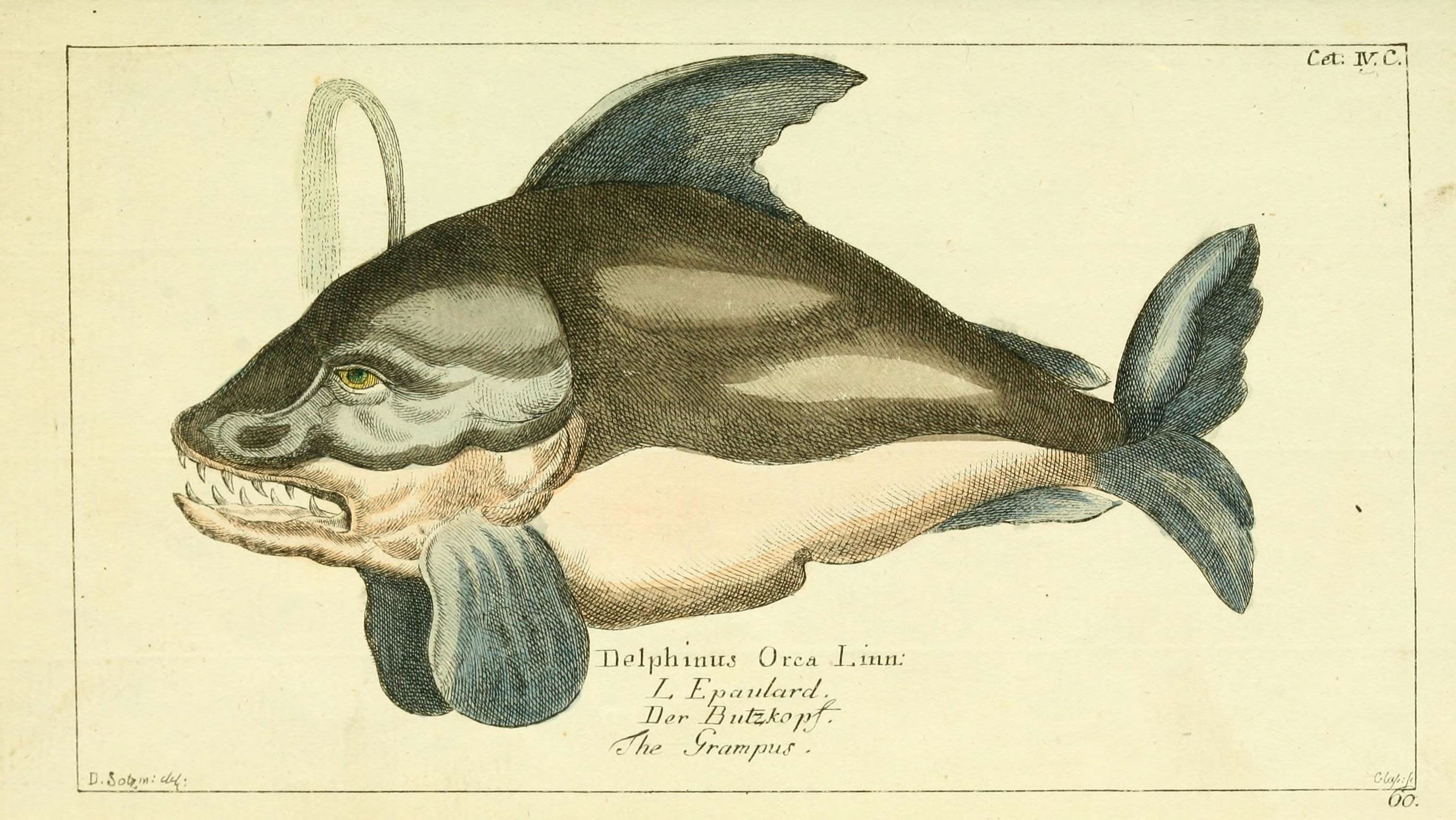
Ilustração de uma orca feita em 1780.

Ainda que só tenham sido classificadas como espécie em 1758, a orca já era conhecida pelo ser humano desde tempos pré-históricos. A cultura desértica de Nazca foi responsável pela representação de uma orca, desenhada pelas famosas linhas de Nazca, numa data indeterminada entre 200 a.C. e 600 d. C.
A primeira descrição escrita de uma orca foi da autoria de Plínio, o Velho, na sua História Natural, escrita cerca de 50 a.C.. A aura de invencibilidade, ligada a uma imagem voraz da orca, estava já bem estabelecida por esta altura. Ao assistir à matança pública de uma orca encalhada no porto de Roma, Plínio escreveu: "As orcas (cuja aparência não há imagem que consiga expressar, não era mais que uma enorme massa de carne selvagem com dentes) são inimigas das baleias… Atacam-nas e rasgam-lhes a carne como navios de guerra em golpes bélicos."
Tribos aborígenes do Noroeste do Pacífico da América do Norte, como a Tlingit, Haida, e Tsimshian destacam com frequência a orca na sua religião e artesanato.

## As orcas e o homem moderno

### Caça

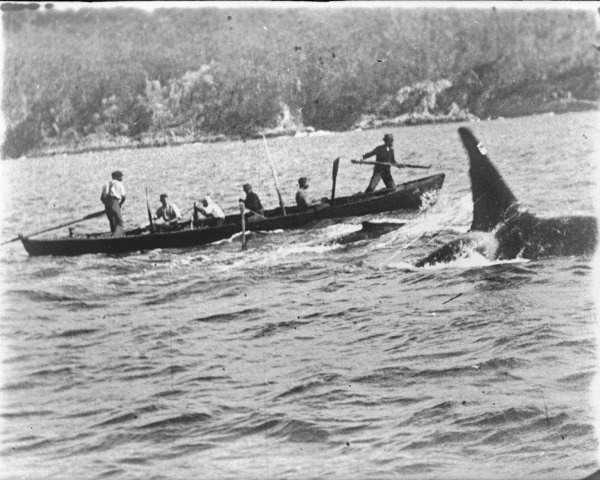
Muitas populações de orcas foram caçadas até a extinção

As orcas tornaram-se alvo da caça comercial a partir de meados do século XX devido ao esgotamento das reservas de espécies de maior porte. Esta atividade teve um final abrupto em 1981 com a implementação de uma moratória internacional sobre a caça à baleia. O seu enorme tamanho justifica a sua inclusão entre as espécies protegidas pela Comissão Baleeira Internacional, mesmo não sendo uma baleia.
O país que mais caçava orcas era a Noruega que capturou, em média, 56 animais por ano, de 1938 a 1981. O Japão capturou, também em média, 43 orcas por ano, de 1946 a 1981. (não há dados fiáveis sobre os anos de guerra, mas supõe-se que tenham sido caçados menos exemplares). A União Soviética caçava uma pequena quantidade de animais todos os anos no Antártico, à exceção de uma época extraordinária de caça, ocorrida em 1980, durante a qual se capturaram 916 orcas.
Hoje em dia, não é realizada caça substancial à espécie. O Japão captura alguns indivíduos quase todos os anos, no âmbito de um programa de "pesquisa científica" controverso. É prosseguido um nível de captura igualmente baixo pela Indonésia e Gronelândia. Além de caçadas para servirem de alimento humano, as orcas são também mortas porque alguns defendem que entram em competição com os pescadores. Na década de 1950, a Força Aérea dos Estados Unidos, a pedido do Governo da Islândia, usou bombas e armas de fogo na chacina de grupos de orcas nas águas da Islândia, sob esse mesmo pretexto. A operação foi considerada um êxito pelos pescadores e pelo governo islandês. Opositores desta medida, contudo, afirmaram que a queda nas reservas de peixe se deve à pesca excessiva por parte do ser humano. Este debate continua sem que cada parte aceite ceder terreno à outra.
As orcas são ainda, ocasionalmente, mortas devido ao medo que a sua reputação provoca. Ainda que nenhum ser humano tenha sido atacado por uma orca em liberdade, os marinheiros do Alasca matam-nas com o intuito de protegerem-se. Este medo tem vindo a ser dissipado nos últimos anos devido a uma melhor informação das populações em relação à espécie, além da popularidade que estes animais têm em aquários e outras atrações turísticas afins.

### Cativeiro
A inteligência das orcas, a facilidade em treiná-las, a sua aparência impressionante, o seu comportamento brincalhão em cativeiro e o seu tamanho anormalmente grande torna-as um animal bastante popular como exibição em aquários e em espetáculos aquáticos, como em parques temáticos. A primeira captura e exibição de uma orca teve lugar em Vancouver, em 1964. Nos 15 anos seguintes, cerca de sessenta ou setenta orcas foram retiradas das águas do Pacífico com este fim. No final dos anos 1970, e na primeira metade da década de 1980, as águas da Islândia eram a origem de muitos dos animais capturados - nos cinco anos antes de 1985, capturaram-se aí 50 orcas.

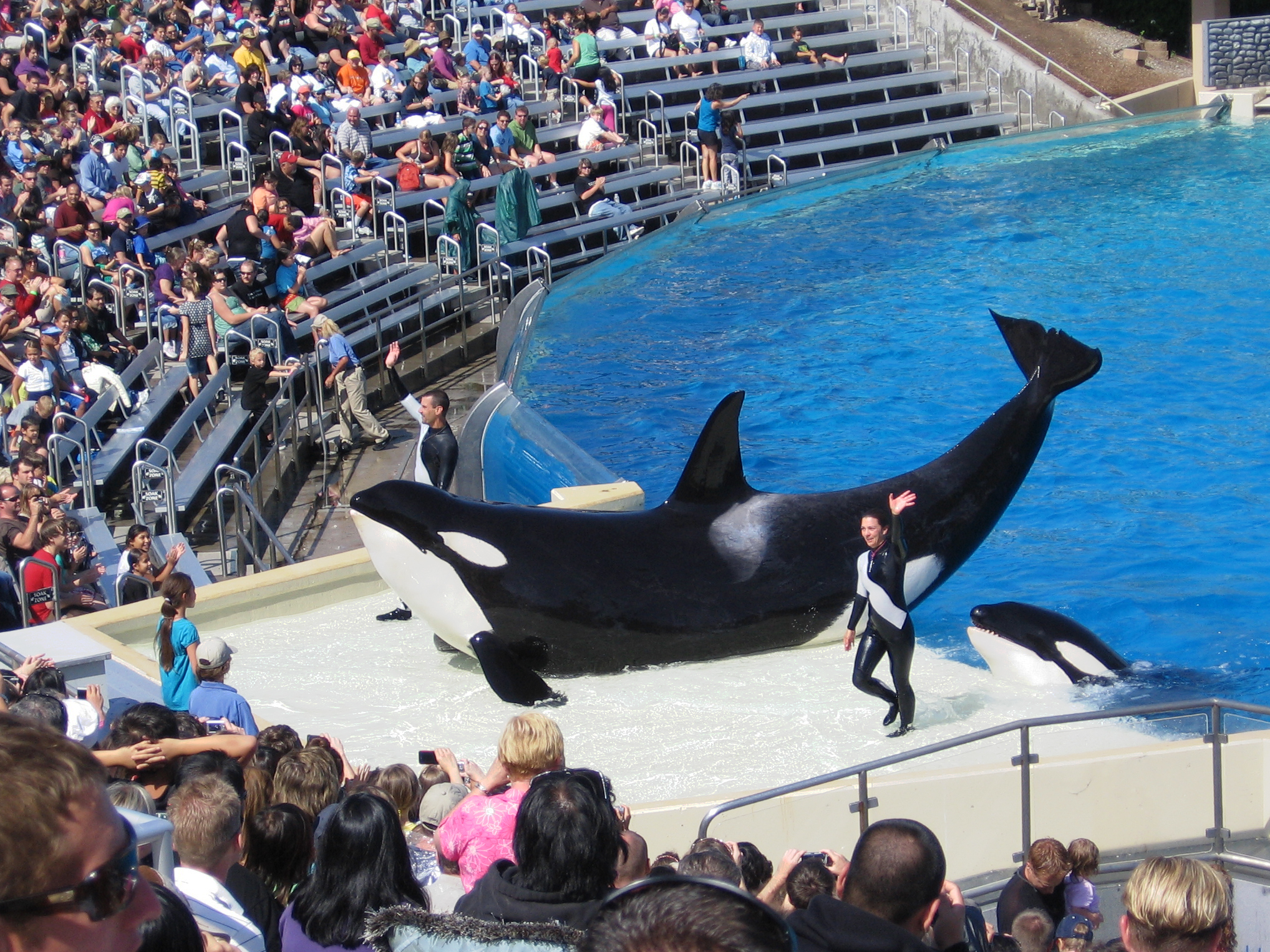
Orcas adestradas no SeaWorld Orlando.

O ambiente em cativeiro tem pouca semelhança com seu habitat selvagem e os grupos sociais em que as orcas são inseridas são estranhos aos encontrados na natureza. Orcas em cativeiro já foram observadas agindo agressivamente consigo mesmas, com outras orcas ou com humanos, em decorrência do estresse.
A expectativa de vida de orcas em cativeiro em comparação com orcas selvagens é controversa. Diversos estudos publicados em periódicos científicos mostram que a taxa média de mortalidade de orcas em cativeiro é aproximadamente três vezes maior do que na natureza. Uma orca na natureza pode viver entre 60 e 80 anos, enquanto uma em cativeiro, mesmo com todos os cuidados, sobrevivem entre 30 e 40 anos.

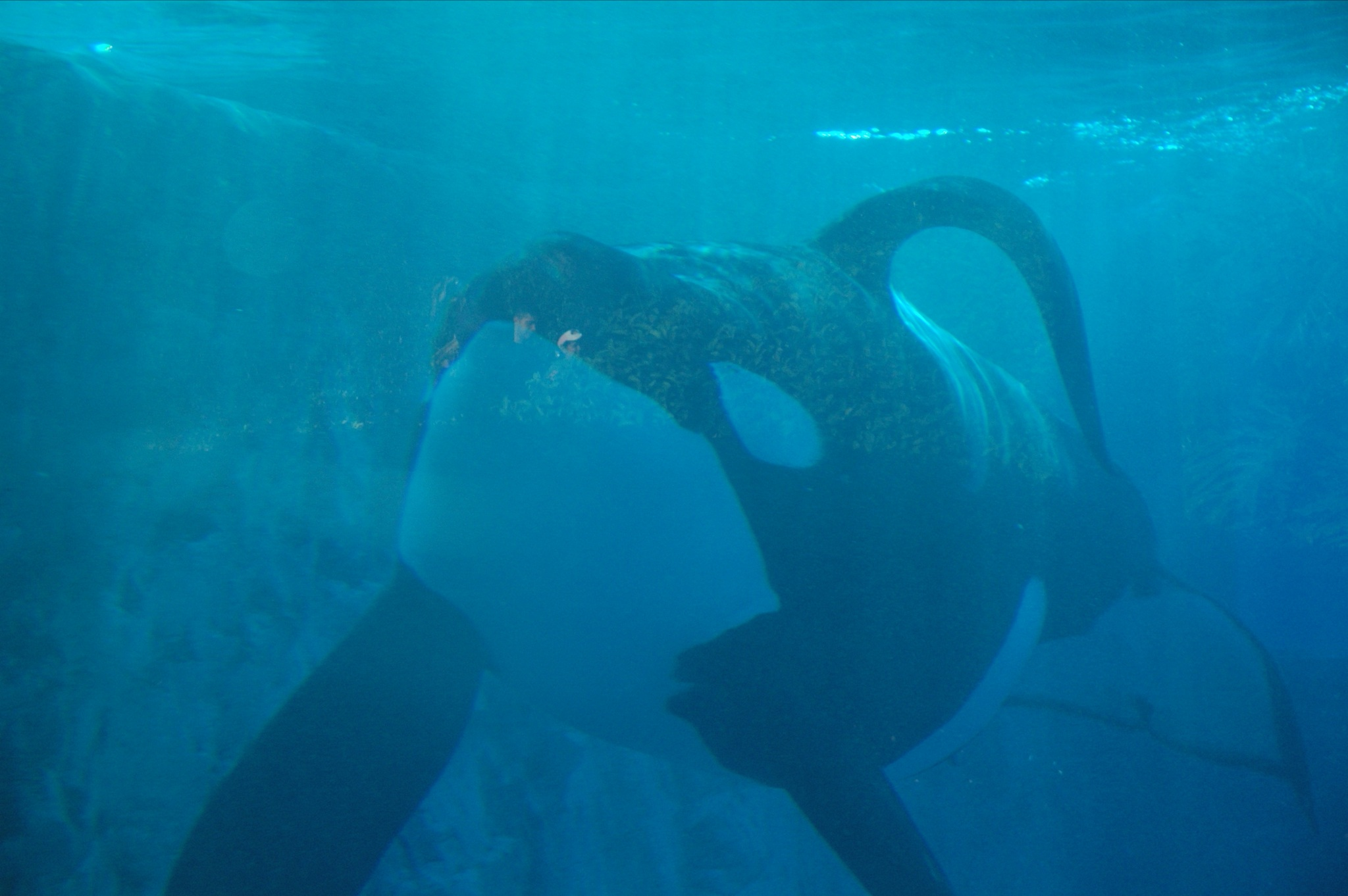
Este macho (Tilikum), no SeaWorld Orlando, tinha uma barbatana dorsal colapsada.

Outra alteração notável é o colapso da barbatana dorsal, algo que é raro de se observar na natureza. A maioria dos machos de orcas em cativeiro, e algumas fêmeas, têm uma barbatana dorsal parcial ou completamente dobrada ou curvada para um lado. Existem várias hipóteses para explicar por que isso acontece. A barbatana dorsal é mantida ereta por colágeno, que normalmente endurece no final da adolescência. Muitos especialistas dizem que isso acontece principalmente devido à falta de espaço, falta de mergulho profundo e redução da atividade física. Além disso, a pouca profundidade dos tanques das orcas as obriga a passar muito tempo na superfície, onde ficam expostas aos raios ultravioleta (UV). Queimaduras solares e o desenvolvimento de cataratas em orcas em cativeiro são atribuídos a essa exposição. As orcas selvagens vivem em latitudes mais altas, o que significa menos sol, e passam mais tempo em águas mais profundas e escuras.
Em aspectos gerais de saúde, Orcas em cativeiro enfrentam maiores riscos de infecções bacterianas, doenças dentárias, doenças relacionadas ao estresse e problemas nutricionais em comparação com orcas selvagens. Estresse e confinamento são os principais fatores subjacentes que as tornam mais vulneráveis.

### Cultura popular
Até ao final da década de 1970, as orcas eram apresentadas de forma negativa na ficção, como predadores ferozes que os heróis da história tinham de enfrentar para salvar as presas. O exemplo mais extremo talvez seja um filme que teve, aliás, pouca aceitação do público: Orca onde se descreve a história de uma orca que se decide vingar dos seres humanos responsáveis pela morte do seu companheiro (a história remete de imediato para o argumento de Jaws - Tubarão, de Steven Spielberg).
Contudo, a pesquisa sobre a vida destes animais e a sua popularidade nos espectáculos aquáticos reabilitou quase por completo a imagem pública da espécie. De facto, o público rapidamente concedeu a este animal o estatuto de um respeitável e nobre predador, o que não aconteceu, por exemplo, com outros predadores, como o lobo, que continua a ter uma posição menos favorecida no imaginário popular.
O filme Free Willy (Libertem Willy, em Portugal) (de 1993) focou, com algum sucesso, a luta pela libertação de uma orca cativa. A orca (um macho) usada nas filmagens, Keiko, era originária de águas islandesas. Depois da sua reabilitação no Oregon Coast Aquarium em Newport, Oregon, voltou para os países nórdicos, no seu habitat natural, ainda que se mantivesse dependente dos seres humanos, até à sua morte, em Dezembro de 2003.

### Ameaças ambientais

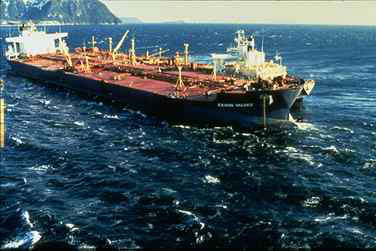
Exxon Valdez: as marés negras provocadas pelos petroleiros estão entre as principais ameaças para as Orcas.

O derramamento de crude do petroleiro Exxon Valdez teve um efeito particularmente adverso na população de orcas do Alasca. Um dos grupos de orcas foi apanhado pelo derrame. Ainda que tenha conseguido nadar para águas limpas, onze membros do grupo (cerca de metade) morreram nos dias e semanas seguintes. O derramamento teve outros efeitos a longo prazo, ao reduzir a quantidade disponível de presas necessárias para a alimentação. Em dezembro de 2004, cientistas da North Gulf Oceanic Society comprovou que o grupo AT1, agora apenas com sete membros, estava afectado por alguma forma de esterilidade, já que falhou, desde então, qualquer tentativa de reprodução. Espera-se que a sua população decresça até à sua extinção.
Tal como outros animais de níveis tróficos mais elevados da cadeia alimentar, a orca é particularmente susceptível ao envenenamento pela acumulação de bifenil policlorado (ou PCBs) no corpo. Uma pesquisa efectuada sobre orcas residentes ao longo da costa de Washington demonstra que os níveis de PCB são mais elevados nestes animais que os níveis encontrados em espécimes de foca-comum na Europa, envenenados e com a sua saúde gravemente afectada por este produto químico. Contudo, não há qualquer evidência de doença nas orcas, ainda que se suponha que tenha efeitos, por exemplo, na taxa de reprodução que poderá decrescer no futuro.
As orcas são obrigadas a enfrentar outras ameaças ambientais, como a indústria turística que, através da organização extensiva de actividades de observação de baleias, parece ter efeito em algumas mudanças comportamentais destes animais. Foi também provado que ruídos de elevada intensidade em navios têm modificado a frequência dos cantos e chamamentos específicos da espécie.